# Sittasomini
Sittasomini es una tribu de aves paseriformes perteneciente a la familia Furnariidae, subfamilia Dendrocolaptinae que incluye a cuatro géneros con alrededor de 12 especies nativas de la América tropical (Neotrópico), donde se distribuyen desde el este y oeste de México, a través de América Central y del Sur, hasta el norte de Argentina y Uruguay. Son genéricamente llamados trepatroncos.

## Etimología
El nombre de la subfamilia deriva del género tipo: Sittasomus Swainson, 1827, que etimológicamente es una combinación del género Sitta, los trepadores o sitas del Viejo Mundo que proviene de la palabra griega «σιττη sittē», pájaro parecido a un carpintero mencionado por Aristóteles; y de la palabra griega «σωμα sōma, σωματος sōmatos»: cuerpo; destacando las similitudes del formato del cuerpo de la especie con aquel género.

## Taxonomía
El Comité de Clasificación de Sudamérica (SACC) propuso y aprobó dividir a la familia Furnariidae en tres subfamilias: Sclerurinae, basal a todos los furnáridos, Dendrocolaptinae y Furnariinae; posteriormente se reorganizó la secuencia linear de géneros de acuerdo con los amplios estudios filogenéticos de Derryberry et al. (2011). También se propone dividir a Dendrocolaptinae en dos tribus: la presente y Dendrocolaptini, como adoptado por Aves del Mundo (HBW).
Otra alternativa, siguiendo al estudio de Ohlson et al. (2013), con base en diversos estudios genéticos anteriores, sería dividir a la familia Furnariidae en tres familias: Scleruridae,  Dendrocolaptidae, y la propia Furnariidae, con lo cual la presente tribu pasa a tener el estatus de subfamilia Sittasominae.
El Comité Brasileño de Registros Ornitológicos (CBRO) adopta el concepto de familia Dendrocolaptidae a partir de la Lista comentada de las aves de Brasil 2015, así como también la clasificación Avibase.

## Géneros
Según el ordenamiento propuesto la presente tribu agrupa a los siguientes géneros:
- - Certhiasomus
  - Sittasomus
  - Deconychura
  - Dendrocincla